# ديلان برون
ديلان برون (بالفرنسية: Dylan Bronn)‏ أو دِيلاَن دَانِيَال مَحْمُود بْرون (ولد في 19 يونيو 1995) هو لاعب كرة قدم تونسي يلعب كمدافع بنادي ساليرنيتانا بالدوري الإيطالي.

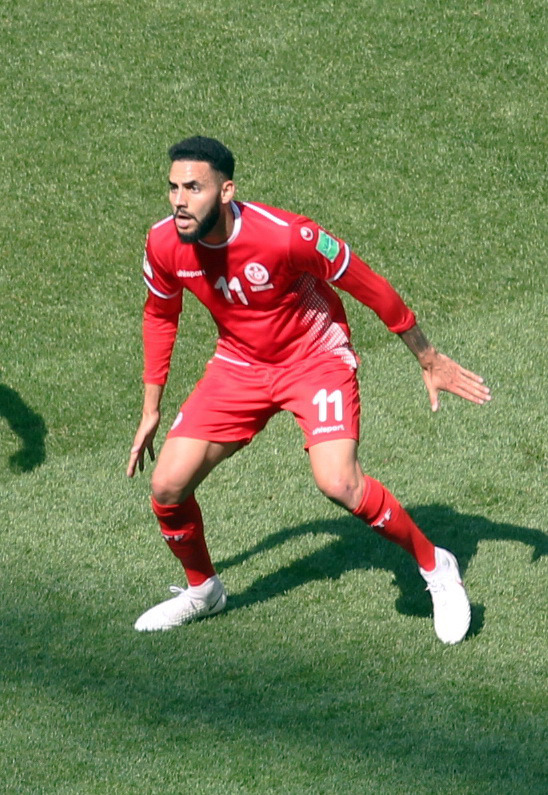
ديلان برون أثناء مبارة تونس وبلجيكا في كأس العالم 2018 سجل فيها هدفا.

## المسيرة مع الأندية
وقََع برون على عقد مع فريق نيور في صيف 2016. لعب في البداية كاحتياطي مع الفريق الرديف ومع ذلك فقد أعطى مدرب الفريق دينيس رينو لبرون فرصة اللعب حيث أشركه في ثلاث مباريات ودية قبل بداية الموسم. قدَّم برون أداء مقنعا فتم اختياره لخوض مباريات رسمية مع النادي حيث لعب أول مباراة له في 29 تموز/يوليو 2016 أمام نادي لانس في ملعب رينيه غايار وانتهت بالتعادل السلبي. خلال موسم 2016-17 أصبح ديلان لاعبا رسميا حيث شارك في الكثير من المباريات وكان ركيزة أساسية في خط الوسط الدفاعي جنبا إلى جنب مع جيريمي شوبلنين. في 18 تشرين الأول/أكتوبر 2016 وقع برون على عقد احترافي مع نادي نيور لمدة ثلاث سنوات.
أما الآن فهو لاعب في فريق نادي غينت البلجيكي

## المسيرة مع المنتخب
ولد برون في فرنسا لكنه من أصول تونسية كون والدته من دولة تونس. تم استدعاء برون لتمثيل منتخب تونس الأول في آذار/مارس 2017. خاض أول مباراة له مع المنتخب التونسي ضد نظيره المغربي في 28 آذار/مارس من عام 2017 حيث لعب المباراة كاملة والتي انتهت على وقع هزيمة بهدف نظيف.
في أيار/مايو 2018 ضُمَّ اسمه لقائمة التسعة وعشرون لاعبا الذين سيمثلون منتخب بلادهم في كأس العالم 2018 المُقام في روسيا. ثم تمَّ اختياره ضمن قائمة الثلاثة وعشرون لاعبا النهائية.
وقد تم استدعاء برون ضمن قائمة المنتخب التونسي لخوض كأس العالم 2022 بقطر.

### الأهداف الدولية
آخر تحديث في 26 يونيو 2018
| الهدف | التاريخ              | المكان                        | الخصم  | النتيجة | النتيجة النهائية | المنافسة        |
| ----- | -------------------- | ----------------------------- | ------ | ------- | ---------------- | --------------- |
| 1.    | 23 حزيران/يونيو 2018 | أوتكريتيي أرينا، موسكو، روسيا | بلجيكا | 1-2     | 2-5              | كأس العالم 2018 |

## الإحصاءات
| الموسم                | النادي                | البطولة               | البطولة | البطولة | الكأس | الكأس | كأس الرابطة | كأس الرابطة | مسابقات قارية | مسابقات قارية | مسابقات قارية | تونس | تونس | المجموع | المجموع |
| الموسم                | النادي                | الدوري                | لعب     | سجل     | لعب   | سجل   | لعب         | سجل         | مسابقة        | لعب           | سجل           | لعب  | سجل  | لعب     | سجل     |
| --------------------- | --------------------- | --------------------- | ------- | ------- | ----- | ----- | ----------- | ----------- | ------------- | ------------- | ------------- | ---- | ---- | ------- | ------- |
| 2013-2014             | نادي كان              | CFA                   | 3       | 0       | 0     | 0     | -           | -           | -             | -             | -             | -    | -    | 3       | 0       |
| 2014-2015             | نادي كان              | DHR                   | 21      | 1       | 0     | 0     | -           | -           | -             | -             | -             | -    | -    | 21      | 1       |
| 2015-2016             | نادي كان              | DH                    | 18      | 3       | 2     | 0     | -           | -           | -             | -             | -             | -    | -    | 20      | 3       |
| Sous-total            | Sous-total            | Sous-total            | 42      | 4       | 2     | 0     | -           | -           | -             | -             | -             | 0    | 0    | 44      | 4       |
| 2016-2017             | نادي نيور             | Ligue 2               | 30      | 2       | 5     | 0     | 0           | 0           | -             | -             | -             | 1    | 0    | 36      | 2       |
| Sous-total            | Sous-total            | Sous-total            | 30      | 2       | 5     | 0     | 0           | 0           | -             | -             | -             | 1    | 0    | 36      | 2       |
| 2017-2018             | نادي غينت             | D1A                   | 34      | 2       | 3     | 0     | -           | -           | -             | -             | -             | 5    | 1    | 42      | 3       |
| 2018-2019             | نادي غينت             | D1A                   | 27      | 7       | 5     | 1     | -           | -           | -             | -             | -             | 6    | 0    | 38      | 8       |
| Sous-total            | Sous-total            | Sous-total            | 61      | 9       | 8     | 1     | 0           | 0           | -             | -             | -             | 11   | 1    | 80      | 11      |
| Total sur la carrière | Total sur la carrière | Total sur la carrière | 133     | 15      | 15    | 1     | 0           | 0           | -             | -             | -             | 12   | 1    | 160     | 17      |

## روابط خارجية
- ديلان برون على موقع الاتحاد الدولي (مؤرشف)  (الإنجليزية)
- ديلان برون على موقع الاتحاد الأوربي (الإنجليزية)
- ديلان برون على موقع رابطة كرة القدم الفرنسية للمحترفين (الإنجليزية)
- ديلان برون على موقع قاعدة بيانات كرة القدم.إي يو (الإنجليزية)
- ديلان برون على موقع ليكيب (الفرنسية)
- ديلان برون على موقع ناشيونال فوتبول تيمز (الإنجليزية)
- ديلان برون على موقع Soccerbase.com (لاعب) (الإنجليزية)
- ديلان برون على موقع Soccerway.com (الإنجليزية)
- ديلان برون على موقع عالم كرة القدم.نت (الإنجليزية)